# Ricardo Enrique Silva
Ricardo Enrique Silva là một bác sĩ và nhà bất đồng chính kiến người Cuba.Ông đã bị chính quyền Cuba bắt trong vụ mùa xuân đen năm 2003 và bị xử phạt 10 năm tù.
Tổ chức Thầy thuốc vì Nhân quyền (Physicians for Human Rights) cho biết là mắt của ông có vân đề.